# Pesantren (Tambak)
Pesantren is een bestuurslaag in het regentschap Banyumas van de provincie Midden-Java, Indonesië. Pesantren telt 2095 inwoners (volkstelling 2010).